# Георги Рашев
Георги Ангелов Рашев е български химик технолог.

## Биография
Роден е през 1886 г. в Русе. През 1909 г. завършва химия в Мюнхен, специализира ферментация във Вайнщефен, Германия. Работи в пивоварната фабрика „Хакер“ в Мюнхен, в пивоварната в Русе (до 1912). Ръководи спиртната фабрика на Н. Начев в Русе. По време на Първата световна войан работи в спиртна фабрика в с. Катунци, Пловдивско (1915 – 1918). Ръководи построяването на фабрика за производство на глюкоза (1920). Ръководи производството на оцетната фабрика в Русе (до 1924). Ръководи производството на фабрика „Рашев & Марков“. Член на УС на кооперация „Българска захар“ (1930 – 1931) и технически ръководител в промкомбинат „Искър“ (1948 – 1966). Член на Ротари клуб.
Умира през 1973 г.
Личният му архив се съхранява във фонд 1299К в Централен държавен архив. Той се състои от 22 архивни единици от периода 1887 – 1969 г.